# David Goodwillie
David Goodwillie  (ur. 28 marca 1989 w Stirling) – szkocki piłkarz występujący na pozycji napastnika w Blackpool, do którego jest wypożyczony z Blackburn Rovers. Ma na koncie trzy mecze w reprezentacji Szkocji, w której zadebiutował w 2010 roku, zdobywając jednego gola w przegranym 1-3 meczu z Hiszpanią.